# Svjetsko prvenstvo u vaterpolu 2007.
Svjetsko vaterpolsko prvenstvo 2007. održalo se u Melbourneu u Australiji, od 17. ožujka do 1. travnja, na bazenskom kompleksu "Melbourne Sports and Aquatic Centre".

## Sudionici
Države sudionice su Italija, Njemačka, Srbija, 
Hrvatska, Australija, JAR, SAD, Rusija, Španjolska, Grčka, Japan, Mađarska, Rumunjska, Novi Zeland, Kina, Kanada
Prosudbište za ulazak europskih predstavnika je bio plasman na europskom prvenstvu.

Oceanija daje dvoje predstavnika.

Azija i Amerika daju po dva predstavnika.

Afrika daje jednog predstavnika.

## Ždrijeb
Ždrijeb za skupine je obavljen 12. listopada 2006.
Skupine su bile:
Skupina A: Italija, Njemačka, Srbija, drugoplasirani iz azijskih izlučnih natjecanja
Skupina B: Hrvatska, Australija, JAR, pobjednik američkih izlučnih natjecanja
Skupina C: Rusija, Španjolska, Grčka, pobjednik azijskih izlučnih natjecanja
Skupina D: Mađarska, Rumunjska, Novi Zeland, drugoplasirani iz američkih izlučnih natjecanja

## Natjecateljski sustav
Pobjednici skupina izravno sudjeluje u poluzavršnici.

Drugi i treći u skupini odlaze u četvrtzavršnicu; križaju se s drugim i trećim iz neke druge skupine. Pobjednici tih susreta odlaze u poluzavršnicu.

- osmina završnice

26. ožujka

2.„A” - 3.„B” (1)

3.„A” - 2.„B” (2)

2.„C” - 3.„D” (3)

3.„C” - 2.„D” (4)

- četvrtzavršnica

28. ožujka

1.„A” - pobjednik 3 (I)

1.„B” - pobjednik 4 (II)

1.„C” - pobjednik 1 (III)

1.„D” - pobjednik 2 (IV)
- poluzavršnica

30. ožujka

pobjednik I - pobjednik II

pobjednik III - pobjednik IV

1. travnja se igraju utakmica za 3. mjesto i završnica.
- za 5. – 8. mjesto

30. ožujka

poraženi I - poraženi II

poraženi III - poraženi IV

Pobjednici igraju 1. travnja za 5. mjesto, a poraženi iz gornjih dvaju parova za 7. mjesto
- za plasman od 9. – 12. mjesta

28. ožujka

poraženi 1 - poraženi 3

poraženi 2 - poraženi 4

Poraženi iz gornjih susreta 30. ožujka igraju za 11., a pobjednici za 9. mjesto.
- za plasman od 13. – 16. mjesta

26. ožujka

4.„A” - 4.„B” (5)

4.„C” - 4.„D” (6)

28. ožujka

za 15. mjesto: poraženi 5 - poraženi 6

za 13. mjesto: pobjednik 5 - pobjednik 6

## 1. krug - natjecanje po skupinama

### Skupina "A"
| 20. ožujka |   |          |      |                   |
| Italija    | - | Japan    | 20:6 | (4:1,4:0,6:3,6:2) |
| Srbija     | - | Njemačka | 11:7 | (3:0,4:2,2:3,2:2) |
| 22. ožujka |   |          |      |                   |
| Njemačka   | - | Japan    | 17:7 | (4:2,3:2,6:0,4:3) |
| Italija    | - | Srbija   | 3:6  | (2:3,0:1,1:2,0:0) |

Vodi Srbija s 4 boda, Italija i Njemačka po 2 boda, Japan bez bodova. Srbija je osigurala nastup u četvrtzavršnici, Italija i Njemačka su osigurale nastup u osmini završnice.
| 24. ožujka |   |          |         |                   |
| Srbija     | - | Japan    | 18: 2 ( | 3:1,5:0,5:0,5:1)  |
| Italija    | - | Njemačka | 8: 3    | (1:1,3:1,2:1,2:0) |

Konačna ljestvica:
```
Mj.  Momčad Ut Pb N Pz Ps:Pr Bod
1.  
 Srbija 3 3 0 0 35:13 6 u četvrtzavršnici
2.  
 Italija 3 2 1 0 31:15 4 u osmini završnice
3.  
 Njemačka 3 1 0 2 27:26 2 u osmini završnice
4.  
 Japan 3 0 0 3 15:55 0
```

### Skupina "B"
| 20. ožujka |   |            |      |                   |
| Hrvatska   | - | JAR        | 13:5 | (4:0,5:1,3:2,1:2) |
| SAD        | - | Australija | 9:3  | (4:0,2:1,1:1.2:1) |
| 22. ožujka |   |            |      |                   |
| Hrvatska   | - | Australija | 10:9 | (1:0,5:2,2:5,2:2) |
| SAD        | - | JAR        | 14:4 | (4:1,4:0,3:3,3:0) |

Hrvatska i SAD imaju po 4 boda, Australija i JAR bez bodova. Hrvatska i SAD su osigurale sudjelovanje u osmini završnice. 

Za treće mjesto u skupini, koje također daje sudionika u osmini završnice, izravno odlučuju u međusobnom susretu Australija i JAR. U slučaju neriješenog ishoda, zbog bolje razlike pogodaka, dalje ide Australija.

Za izravno osiguravanje sudjelovanja u četvrtzavršnici, u međusobnom susretu odlučuju Hrvatska i SAD. Neriješeni susret odgovara SAD-u, zbog bolje razlike pogodaka.
24. ožujka

 Hrvatska -  SAD 10:8 (3:1,3:2;2:2;2:3)

 Australija -  JAR 12:6 (2:1,3:2,4:0,3:3)
Konačna ljestvica:
```
Mj.  Momčad Ut Pb N Pz Ps:Pr Bod
1.  
 Hrvatska 3 3 0 0 33:22 6 u četvrtzavršnici
2.  
 SAD 3 2 1 0 31:17 4 u osmini završnice
3.  
 Australija 3 1 0 2 24:25 2 u osmini završnice
4.  
 JAR 3 0 0 3 15:39 0
```

### Skupina "C"
| 20. ožujka |   |        |      |                   |
| Španjolska | - | Kina   | 15:4 | (4:1,3:0,4:3,4:0) |
| Grčka      | - | Rusija | 10:7 | (3:1,4:1,2:3,1:2) |
| 22. ožujka |   |        |      |                   |
| Španjolska | - | Rusija | 12:8 | (4:3,2:2,3:2,3:1) |
| Grčka      | - | Kina   | 11:5 | (6:1,2:1,1:2,2:1) |

Vode Španjolska i Grčka s po 4 boda, Rusija i Kina bez bodova.

Španjolska i Grčka su osigurale sudjelovanje u osmini završnice. Za izravno osiguravanje sudjelovanja u četvrtzavršnici, odlučiva međusobni susret, u kojem Španjolskoj odgovara i neriješen ishod, zbog bolje razlike pogodaka.

Za treće mjesto, koje donosi sudjelovanje u osmini završnice, u izravnom susretu odlučuju Rusija i Kina, pri čemu Rusiji odgovara i neriješen ishod, zbog bolje razlike pogodaka.
| 24. ožujka |   |            |      |                   |
| Rusija     | - | Kina       | 11:6 | (2:3,3:1,3:0,3:2) |
| Grčka      | - | Španjolska | 7:8  | (1:5,2:1,2:0,2:2) |

Konačna ljestvica:
```
Mj.  Momčad Ut Pb N Pz Ps:Pr Bod
1.  
 Španjolska 3 3 0 0 35:19 6 u četvrtzavršnici
2.  
 Grčka 3 2 1 0 28:20 4 u osmini završnice
3.  
 Rusija 3 1 0 2 26:28 2 u osmini završnice
4.  
 Kina 3 0 0 3 15:37 0
```

### Skupina "D"
| 20. ožujka |   |             |      |                   |
| Kanada     | - | Rumunjska   | 9:8  | (1:2,3:2,3:3,2:1) |
| Mađarska   | - | Novi Zeland | 21:5 | (5:1,6:0,3:2,7:2) |

Povijesni uspjeh kanadskog vaterpola i prvo iznenađenje na ovom SP-u, uzevši u obzir da u svjetskim mjerilima je Kanada, sve do pred ovo SP, predstavljala vaterpolski beznačajnu državu, dok se je Rumunjska proteklih godina pokazala rastućom silom u europskom i svjetskom vaterpolu, koja je u istom razdoblju uspjela nekoliko puta iznenaditi pojedine vaterpolske velesile.

| 22. ožujka |   |             |      |                    |
| Rumunjska  | - | Novi Zeland | 18:4 | (5:0,4:1,15:2,4:1) |
| Mađarska   | - | Kanada      | 19:3 | (4:1,5:1,4:0,6:1)  |

Vodi Mađarska s 4 boda, slijede Rumunjska i Kanada s po 2 boda, Novi Zeland bez bodova.

Mađarska je osigurala sudjelovanje u osmini završnice, kao i Rumunjska.

Za osigurati sudjelovanje u četvrtzavršnici, Mađarska mora pobijediti ili odigrati neriješeno s Rumunjskom. U slučaju rumunjske pobjede, Rumunji idu u četvrtzavršnicu, zbog pobjede u međusobnim susretima.

Za treće mjesto, koje vodi u osminu završnice, u međusobnom susretu odlučuju Kanada i Novi Zeland. U slučaju kanadske pobjede, dalje ide Kanada, neglede ishoda susreta Mađarske i Rumunjske. Kanadi odgovara i neriješen ishod.

U slučaju pobjede Rumunjske i pobjede Kanade, situacija postaje složenija, jer u tom slučaju tri vrste imaju isti ukupni broj bodova te pobjede u međusobnim susretima, pa tada odlučiva razlika pogodaka.

U slučaju neriješene utakmice Mađarska-Rumunjska, i kanadske pobjede, Rumunjska je treća; odigra li Kanada neriješeno u ovom slučaju, dalje ide Kanada, zbog pobjede nad Rumunjskom.

Postoji i mogućnost, koja se stvara u slučaju mađarske pobjede i pobjede Novog Zelanda. Tada se stvara krug od triju momčadi s istim brojem bodova i jednom međusobnom pobjedom, Rumunjske, Kanade i Novog Zelanda. Onda bi odlučila razlika pogodaka.
| 24. ožujka |   |             |      |                   |
| Kanada     | - | Novi Zeland | 12:8 | (3:1,6:2,2:2,1:3) |
| Mađarska   | - | Rumunjska   | 11:9 | (1:0,3:2,3:2,4:5) |

Konačna ljestvica:
```
Mj.  Momčad Ut Pb N Pz Ps:Pr Bod
1.  
 Mađarska 3 3 0 0 51:17 6 u četvrtzavršnici
2.  
 Kanada 3 2 1 0 24:35 4 u osmini završnice
3.  
 Rumunjska 3 1 0 2 35:24 2 u osmini završnice
4.  
 Novi Zeland 3 0 0 3 17:51 0
```

## 2. krug - natjecanja za plasman

### Za plasman od 13. – 16. mjesta
| 26.ožujka      |   |             |       |                                        |
| Japan          | - | JAR         | 7:9   | (0:1,2:2,2:3,3:3)                      |
| Kina           | - | Novi Zeland | 11:8  | (2:2,3:2,4:1,2:3)                      |
| 26.ožujka      |   |             |       |                                        |
| za 15. mjesto: |   |             |       |                                        |
| Japan          | - | Novi Zeland | 9:10  | (2:2,2:2,4:3,1:3)                      |
| *za 13.mjesto: |   |             |       |                                        |
| Kina           | - | JAR         | 13:12 | (4:3,2:1,1:2,1:2,0:0,0:0), peterci 5:4 |

U susretu najboljih momčadi Kine i JAR-a, pri izvođenju peteraca, u seriji do 5 se došlo do 4:4. Potom se ušlo u "tko prvi promaši" u seriji po jedan, pri čemu je Kina bila bolja.

### Za plasman od 9. – 12. mjesta
Igraju međusobno poraženi u osmini završnice.

| 28.ožujka       |   |            |       |                   |
| SAD             | - | Kanada     | 16:11 | (5:3,3:3,5:3,3:2) |
| Australija      | - | Rumunjska  | 15: 9 | (3:3,4:1,4:1,4:4) |
| 30.ožujka       |   |            |       |                   |
| za 9. mjesto:   |   |            |       |                   |
| SAD             | - | Australija | 10: 9 | (4:3,2:3,2:2,2:1) |
| *za 11. mjesto: |   |            |       |                   |
| Rumunjska       | - | Kanada     | 15:13 | (3:3,4:2,4:1,4:7) |

### Za plasman od 5. – 8. mjesta
| 30.ožujka     |   |          |       |                                                         |
| Grčka         | - | Rusija   | 9:8   | (3:1,3:2,1:3,2:2)                                       |
| Italija       | - | Njemačka | 6:5   | (1:0,2:2,1:1,2:2)                                       |
| 1. travnja    |   |          |       |                                                         |
| za 5. mjesto: |   |          |       |                                                         |
| Grčka         | - | Italija  | 15:16 | (3:3,2:2,1:3,3:1,1:0,0:1), peterci: 4:5 (u seriji do 5) |
| za 7. mjesto: |   |          |       |                                                         |
| Rusija        | - | Njemačka | 11:8  | (4:4,1:1,4:1,2:2)                                       |

## 2. krug - natjecanja za odličja

### Osmina završnice
| 26.ožujka |   |            |       |                           |
| Italija   | - | Australija | 12:11 | (0:1,3:1,0:4,6:3,1:1,2:1) |

Australija je na pola 4. četvrtine imala prednost od 8:5. U drugom produžetku, u iščekivanju izvođenja peteraca, Felugo postiže pogodak sa 17 metara (!) 1,7 sekunda prije kraja.

| 26.ožujka |   |           |           |                                                 |
| Njemačka  | - | SAD       | 6:3 (4:2, | 1:0,1:0,0:1)                                    |
| Grčka     | - | Rumunjska | 8:7       | (2:2,2:2,4:1,0:2) (Grcima isključeno 5 igrača!) |
| Rusija    | - | Kanada    | 17:13     | (4:2,5:4,5:5,3:4)                               |

### Četvrtzavršnica
Srbija ide na pobjednika susreta Grčka - Rumunjska, Hrvatska na pobjednika susreta Rusija - Kanada, 
Španjolska na pobjednika susreta Italija - Australija, a Mađarska na pobjednika susreta Njemačka - SAD.
| 28.ožujka  |   |          |      |                      |
| Srbija     | - | Grčka    | 8:3  | (2:1, 0:1, 3:0, 3:1) |
| Hrvatska   | - | Rusija   | 13:3 | (4:0, 4:1, 2:1, 3:1) |
| Španjolska | - | Italija  | 7:5  | (1:1,3:2,0:1,3:1)    |
| Mađarska   | - | Njemačka | 13:6 | (4:2,1:0,4:2,4:2)    |

### Poluzavršnica
Satnice su po istočnoaustralskom vremenu.
30.ožujka

- Melbourne, 17:20. Sudci: Erhan Tolga (Turska) i Gaetan Turcotte (Kanada)

 Hrvatska -  Srbija 10:7 (3:1,3:1,2:1,2:4)

Hrvatska: Vićan, Burić 1, Bušlje 1, Vrdoljak, Kunac, Joković 1, Smodlaka 1, Đogaš 2, Marković, Barać 1, Hinić, Bošković 3

Izbornik: Ratko Rudić
Srbija: Šefik, Prlainović, Gocić, Udovičić 2, Savić, Ikodinović, Nikić 1, Filipović, Ćirić, Šapić 1, Vujasinović 3, Korolija, Soro

Izbornik: Dejan Udovičić
Igrač više: Hrvatska 4/13, Srbija 3/14

Peterci: Hrvatska 0/0, Srbija 0/1
- Melbourne, 21:00. Sudci: Massimiliano Caputi (Italija) i Nikolaos Stavropoulos (Grčka).

 Mađarska -  Španjolska 12:11 (3:2,2:4,4:1,1:3,2:1,0:0)
Mađarska: Szecsi, Da.Varga, Madaras 3, De.Varga, Kasas, Szivos 1, Kiss 2, Benedek, Fodor, Biros 3, Kis 1, Molnar 2, Nagy

Izbornik:Denes Kemeny
Španjolska: Aguilar, M.Garcia, Martin 1, R. Perrone 1, Molina 4, Minguell 1, Gallego, Piralkov, Valles, Fe.Perrone, Perez 1, X.Garcia 3, Andreo

Izbornik: Rafael Aguilar
Igrač više: 

Peterci: 

### Za brončano odličje
30.ožujka

Melbourne, 15:00. Sudci: Gaetan Turcotte (Kanada) i Sergej Naumov (Rusija)
 Španjolska -  Srbija 18:17 (1:2,1:1,2:3,2:4,0:1,1:0), peterci: 3:3 u seriji po 5, u seriji po 1 4:3
Srbija: Šefik, Prlainović 2, Gocić, Udovičić 4, Savić, Ikodinović 2, Nikić 1, Filipović 3, Ćirić 1, Šapić, Vujasinović 4, Korolija, Šoro

Izbornik: Dejan Udovičić
Španjolska: Aguilar, M.Garcia 2, Martin, R.Perrone 4, Molina 5, Minguell, Gallego, Piralkov 2, Valles, F.Perrone, Perez 1, X.Garcia 4, Andreo

Izbornik: Rafael Aguilar
Igrač više: 
Peterci: 

### Završnica
30.ožujka

Melbourne, 16:30. Sudci: Sergio Borrell (Španjolska) i Massimiliano Caputi (Italija)
 Hrvatska -  Mađarska 9:8 (1:2,3:1,1:3,2:1,1:1,1:0)

Hrvatska: Vićan, Burić, Bušlje, Vrdoljak 1, Kunac, Joković 1, Smodlaka 1, Đogaš 1, Marković 2, Barać 2, Hinić, Bošković 1, Pavić

Izbornik: Ratko Rudić
Mađarska: Szecsi, Varga 2, Madaras 1, Kasas 1, Kiss 3, Szivos 1, Benedek, Fodor, Biros, Kis, Molnar, Nagy
Izbornik: Denes Kemeny
Igrač više: Hrvatska 5/10, Mađarska 4/11

Peterci: Hrvatska 1/1, Mađarska 1/1
| Hrvatska je svjetski prvak u vaterpolu. |

## Prikaz u stablu
Satnice su po istočnoaustralskom vremenu.
|  | Krnja šesnaestina završnice | Krnja šesnaestina završnice |                          |                          | Četvrtzavršnica          | Četvrtzavršnica          |                          |                          | Poluzavršnica       | Poluzavršnica |  |  | Završnica | Završnica |
|  |                             |                             |                          |                          |                          |                          |                          |                          |                     |               |  |  |           |           |
|  |                             |                             |                          |                          | 28. ožujka 2007. - 13:00 |                          |                          |                          |                     |               |  |  |           |           |
|  | 26. ožujka 2007. - 17:20    |                             |                          |                          |                          |                          |                          |                          |                     |               |  |  |           |           |
|  | Srbija                      | 8                           |                          |                          |                          |                          |                          |                          |                     |               |  |  |           |           |
|  | Srbija                      | 8                           | Grčka                    | 8                        | 30. ožujka 2007. - 17:20 | 30. ožujka 2007. - 17:20 |                          |                          |                     |               |  |  |           |           |
|  |                             | Grčka                       | Grčka                    | 8                        | 30. ožujka 2007. - 17:20 | 30. ožujka 2007. - 17:20 | 3                        |                          |                     |               |  |  |           |           |
|  | Rumunjska                   | Grčka                       | 7                        |                          | Srbija                   | 7                        | 3                        |                          |                     |               |  |  |           |           |
|  | Rumunjska                   | 28. ožujka 2007. - 15:00    | 7                        |                          | Srbija                   | 7                        |                          |                          |                     |               |  |  |           |           |
|  | 26. ožujka 2007. - 21:00    | 26. ožujka 2007. - 21:00    |                          | Hrvatska                 | 10                       |                          |                          |                          |                     |               |  |  |           |           |
|  | 26. ožujka 2007. - 21:00    | 26. ožujka 2007. - 21:00    | Hrvatska                 | Hrvatska                 | 10                       | 13                       |                          |                          |                     |               |  |  |           |           |
|  | Rusija                      | 17                          | Hrvatska                 |                          |                          | 13                       | 1. travnja 2007. - 16:30 | 1. travnja 2007. - 16:30 |                     |               |  |  |           |           |
|  | Rusija                      | 17                          |                          | Rusija                   | 3                        |                          | 1. travnja 2007. - 16:30 | 1. travnja 2007. - 16:30 |                     |               |  |  |           |           |
|  | Kanada                      | 13                          |                          | Rusija                   | 3                        | Hrvatska (produžetci)    | 9                        |                          |                     |               |  |  |           |           |
|  | Kanada                      | 13                          | 28. ožujka 2007. - 16:20 |                          |                          | Hrvatska (produžetci)    | 9                        |                          |                     |               |  |  |           |           |
|  | 26. ožujka 2007. - 11:40    | 26. ožujka 2007. - 11:40    |                          | Mađarska                 | 8                        |                          |                          |                          |                     |               |  |  |           |           |
|  | 26. ožujka 2007. - 11:40    | 26. ožujka 2007. - 11:40    | Španjolska               | Mađarska                 | 8                        | 7                        |                          |                          |                     |               |  |  |           |           |
|  | Italija                     | 12                          | Španjolska               | 30. ožujka 2007. - 21:00 | 30. ožujka 2007. - 21:00 | 7                        |                          |                          |                     |               |  |  |           |           |
|  | Italija                     | 12                          |                          | 30. ožujka 2007. - 21:00 | 30. ožujka 2007. - 21:00 | Italija                  | 5                        |                          |                     |               |  |  |           |           |
|  | Australija                  | 11                          |                          | Španjolska               | 11                       | Italija                  | 5                        | Za brončano odličje      | Za brončano odličje |               |  |  |           |           |
|  | Australija                  | 11                          | 28. ožujka 2007. - 17:40 | Španjolska               | 11                       |                          |                          | Za brončano odličje      | Za brončano odličje |               |  |  |           |           |
|  | 26. ožujka 2007. - 16:00    | 26. ožujka 2007. - 16:00    |                          | Mađarska (produžetci)    | 12                       |                          | 1. travnja 2007. - 15:00 | 1. travnja 2007. - 15:00 |                     |               |  |  |           |           |
|  | 26. ožujka 2007. - 16:00    | 26. ožujka 2007. - 16:00    | Mađarska                 | Mađarska (produžetci)    | 12                       | 13                       | 1. travnja 2007. - 15:00 | 1. travnja 2007. - 15:00 |                     |               |  |  |           |           |
|  | Njemačka                    | 6                           | Mađarska                 |                          |                          | 13                       | Srbija                   | 17                       |                     |               |  |  |           |           |
|  | Njemačka                    | 6                           |                          | Njemačka                 | 6                        |                          | Srbija                   | 17                       |                     |               |  |  |           |           |
|  | SAD                         | 3                           |                          | Njemačka                 | 6                        | Španjolska (k.u.)        | 18                       |                          |                     |               |  |  |           |           |
|  | SAD                         | 3                           |                          |                          |                          | Španjolska (k.u.)        | 18                       |                          |                     |               |  |  |           |           |

## Idealna momčad
Najkorisniji igrač:  Guillermo Molina (obrana; njegovo 4. SP)
Najbolji vratar:  Alexander Tchigir
Najbolji strijelac:  Tony Azevedo, 19 pogodaka
Sastav: 

 Alexander Tchigir (vratar)

 Guillermo Molina

 Tony Azevedo

 Giorgios Afroudakis

 Daniel Varga

 Maurizio Felugo

 Miho Bošković

## Konačni poredak
| Mjesto | Momčad      | Igrači | Trener         |
| ------ | ----------- | --- | -------------- |
| 1.     | Hrvatska    | Samir Barać, Miho Bošković, Damir Burić, Andro Bušlje, Teo Đogaš, Igor Hinić, Maro Joković, Aljoša Kunac, Pavo Marković, Josip Pavić, Mile Smodlaka, Frano Vićan, Zdeslav Vrdoljak                       | Ratko Rudić    |
| 2.     | Mađarska    | Tibor Benedek, Péter Biros, Rajmund Fodor, Tamás Kásás, Gábor Kis, Gergely Kiss, Norbert Madaras, Tamás Molnár, Viktor Nagy, Zoltán Szécsi, Márton Szivós, Dániel Varga, Dénes Varga                     | Dénes Kemény   |
| 3.     | Španjolska  | Iñaki Aguilar, Ángel Andreo, Iván Gallego, Mario García, Xavier García, David Martin, Marc Minguell, Guillermo Molina, Iván Pérez, Felipe Perrone, Ricardo Perrone, Svilen Piralkov, Xavier Vallés       | Rafael Aguilar |
| 4.     | Srbija      | |                |
| 5.     | Italija     | |                |
| 6.     | Grčka       | |                |
| 7.     | Rusija      | |                |
| 8.     | Njemačka    | |                |
| 9.     | SAD         | |                |
| 10.    | Australija  | James Stanton, Daniel Marsden, Trent Franklin, Pietro Figlioli, Robert Maitland, Anthony Martin, Tim Neesham, Sam McGregor, Thomas Whalan, Gavin Woods, John Cotterill, Jamie Beadsworth, Laurie Trettel | David Neesham  |
| 11.    | Rumunjska   | |                |
| 12.    | Kanada      | |                |
| 13.    | NR Kina     | |                |
| 14.    | JAR         | |                |
| 15.    | Novi Zeland | |                |
| 16.    | Japan       | |                |

| Pobjednici           |
| -------------------- |
| Hrvatska Prvi naslov |

## Vanjske poveznice
- http://www.fina.org/water_polo/index.php  Arhivirana inačica izvorne stranice od 20. ožujka 2007. (Wayback Machine) FINA-ine službene stranice
- http://www.melbourne2007.com.au/ Službene stranice SP-a